# Varászló
Varászló là một thị trấn thuộc hạt Somogy, Hungary. Thị trấn này có diện tích 12,76 km², dân số năm 2010 là 149 người, mật độ 12 người/km².